# Arborètum Vrahovice
L'Arborètum Vrahovice és un petit arborètum de Vrahovice, República Txeca.
L’Arboretum Vrahovice va ser creat per Spolek za staré Vrahovice el 2010 i desenvolupat entre el 2010 i el 2015. L’arborètum conté arbres i matolls originaris d’Amèrica del Nord, Europa i Àsia.
 Està obert al públic de manera gratuïta.